# Setophaga plumbea
La parula piombata (Setophaga plumbea Lawrence, 1877) è un uccello della famiglia dei Parulidi originario delle Piccole Antille. Forma una superspecie con la parula sagittata (Setophaga pharetra) e la parula dell'elfin (Setophaga angelae). La IUCN la classifica tra le specie a rischio minimo (Least Concern).

## Descrizione
La parula piombata misura 14 cm di lunghezza. La lunghezza dell'ala è di 5,8-6,6 cm nei maschi e di 5,6-6,2 cm nelle femmine. Gli esemplari adulti hanno la testa grigia, sulla quale spiccano una macchia color bianco lucente sulle redini, una sottile striscia biancastra che inizia sopra l'occhio e giunge fino al collo e una linea bianca sotto l'occhio. Il piumaggio del dorso è grigio e le ali nerastre, con i margini grigi e due barre bianche. La coda è nerastra con i margini grigi e l'estremità bianca. Le regioni inferiori sono color grigio chiaro, con zone bianche su gola, petto e addome. Il becco è nerastro e le zampe sono color carne.
I giovani del primo anno hanno testa e dorso di colore oliva-grigiastro e sopracciglio, macchia sulle redini, barra sotto l'occhio e regioni inferiori color giallastro chiaro.
Gli esemplari che vivono a Guadalupa, specialmente i giovani del primo anno, hanno il piumaggio delle regioni inferiori di un colore più scuro e delle macchie chiare sulla gola e sulla parte alta del petto. Talvolta vengono anche descritti come una sottospecie a parte, Setophaga p. guadeloupensis, non ufficialmente riconosciuta.

## Distribuzione e habitat
La parula piombata è endemica delle Piccole Antille, ed è presente a Guadalupa (Marie-Galante e Terre-de-Haut) e a Dominica. Specie stanziale, vive nelle foreste e nelle boscaglie secche di pianura, ma si incontra anche nelle zone di vegetazione nana con fitto sottobosco che crescono sulle montagne e nelle foreste pluviali.

## Biologia
La dieta è costituita da insetti e bacche, che ricerca tra i piani bassi della vegetazione, specialmente nel sottobosco. Piuttosto numerosa nelle aree in cui è presente, viene avvistata di frequente.
La stagione riproduttiva ha luogo tra marzo e luglio. Il nido, a forma di coppa, viene costruito tra i piani bassi dei cespugli o all'interno di una bromeliacea. Per la sua costruzione vengono impiegati fili d'erba e sottili radichette. Costituisce, tuttavia, una struttura meno solida rispetto a quello edificato dalla parula sagittata, sua parente stretta. Ciascuna nidiata è composta da due o tre uova. Non vi sono dati riguardo al periodo di incubazione e all'epoca dell'involo.